# ACTS Nederland BV

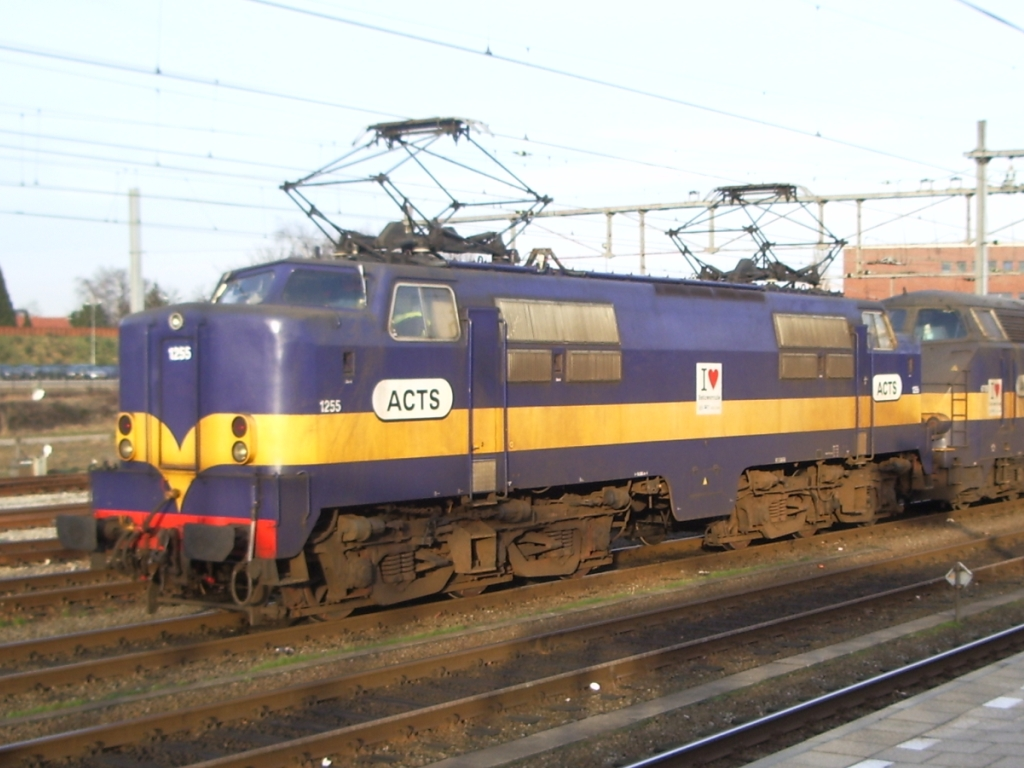
Loc 1255 in ACTS-uitvoering te Amersfoort.

ACTS Nederland BV was een Nederlandse spoorwegonderneming. De afkorting is oorspronkelijk afkomstig van Afzet Container Transport Systeem. Op 5 februari 2011 werden de activiteiten voortgezet door Husa.

## Geschiedenis
Het bedrijf is opgericht in 1989 ten behoeve van het Afzet Container Transport Systeem. In maart 1998 is het bedrijf begonnen met het zelfstandig uitvoeren van treindiensten. Hiermee was de maatschappij de eerste concurrent in Nederland voor NS Cargo.
In 1999 werden dertien locomotieven gekocht in België, Duitsland en Nederland. De Nederlandse locomotieven waren van de ex-NS serie 1200. Deze locs werden door twee spoorwegbelangstellenden van de sloop gered. NS wilde alle locomotieven type 1200 direct laten slopen, maar door middel van de Mededingingswet is het gelukt om een aantal 1200'en voor ACTS te behouden. Tevens werden toen 76 containerdraagwagens aangeschaft, waarmee voor Vos Logistics de eerste containershuttles werden gereden van de Rotterdamse havens naar Leeuwarden en Veendam. In de jaren daarna werden ook andere treindiensten opgezet, zoals met vloeibaar gas, auto's en werktreinen. In 2002 werd gestart met een containertrain van Coevorden en Veendam naar de Rotterdamse haven. In 2002 werden drie diesellocomotieven, Class 58 van de English, Welsh and Scottish Railways (EWS) gehuurd. De serie werd ingezet als serie 5800.
In 2004 werd ACTS overgenomen door HUSA Capital BV. Begin 2005 werd het locomotievenpark van ACTS verder uitgebreid met drie nieuwe locomotieven: een van het type Class 66 en twee van het type G-1206. Na deze uitbreiding werd in maart 2005 onder andere begonnen aan het in samenwerking met de Wiener Lokalbahnen en de Rurtalbahn rijden van een containershuttle van Enns en Ybbs in Oostenrijk naar Rotterdam. Enkele jaren later ging deze trein over naar een andere spoorwegonderneming.

## Activiteiten van ACTS
- Vervoer van huishoudelijk afval;
- Vervoer van zeecontainers;
- Vervoer van bouwmaterialen voor spoorwegaannemers;
- Leveren van werktreinen bij aanleg en onderhoud van spoorwegen;

## Vloot van ACTS
De maatschappij had een zeer heterogene vloot.
- Elektrische locomotieven serie 1200 (overgenomen van de NS): 1251-1255 en plukloc 1208
- Elektrische locomotieven serie 1600 (gehuurd van Railmotion AG): 1606, 1609, 1619 en 1621.
- Elektrische locomotief type ES 64 F4 (gehuurd van MRCE): 189 096
- Dieselhydraulische locomotieven serie 6000 (type V60D): 6001-6005 (6003, 6004 en 6005 zijn overgegaan naar EETC)
- Dieselelektrische locomotieven serie 6700 (reeks 62 overgenomen van de NMBS): 6701-6705 en plukloc 6290.
- Dieselhydraulische locomotieven serie 7100 (type G1206, gebouwd door Vossloh MaK in Kiel) 7101-7112 (7111 = ex-1508)
- Dieselelektrische locomotief type JT42CWR (class 66, gebouwd door GM-EMD in Canada en geleased van Mitsui Rail Capital Europe) MRCE 513-9, 561-5 en 653-2
- Diesellocomotief G2000bb 1043
- Diesellocomotief G2000-3bb 1607
- Dieselelektrische locomotieven serie 5800 (class 58 geleased van English, Welsh and Scottish Railways): 5811, 5812 en 5814
- Dieselelektrische locomotieven videoschouwtrein 302328 en 302270 (huur van Strukton)
- Diesellocomotief V 100-093 (huur van VSM)
- Containerdraagwagens (Slps, Sgns)

## Foto's

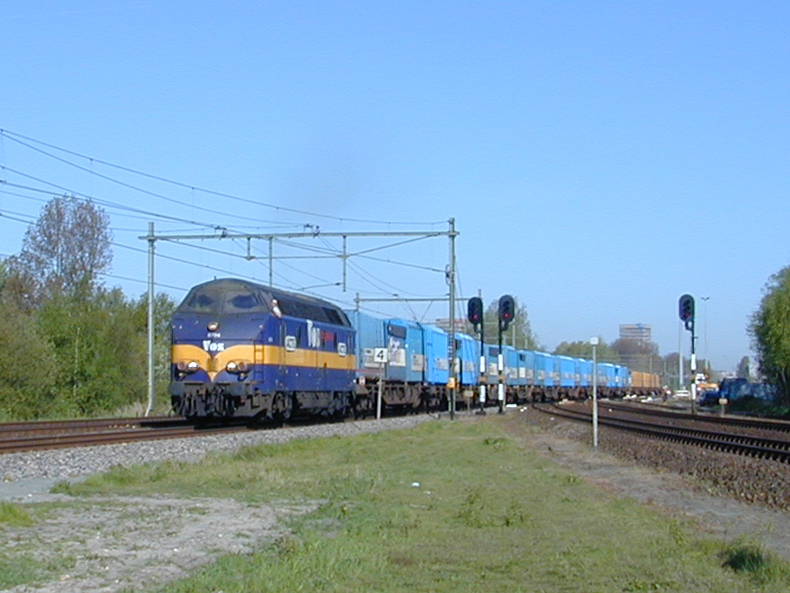
ACTS locomotief 6704 met vuilnistrein te Groningen.
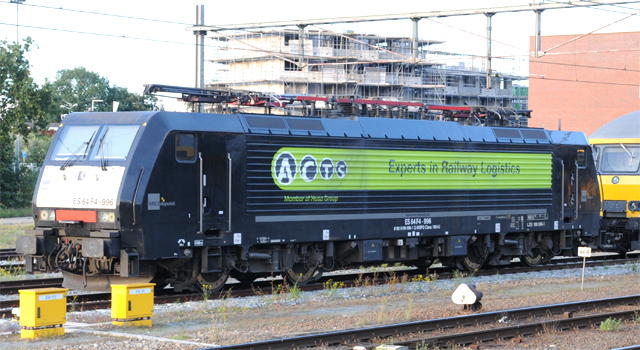
MRCE locomotief ES 64F4-996 te Amersfoort.
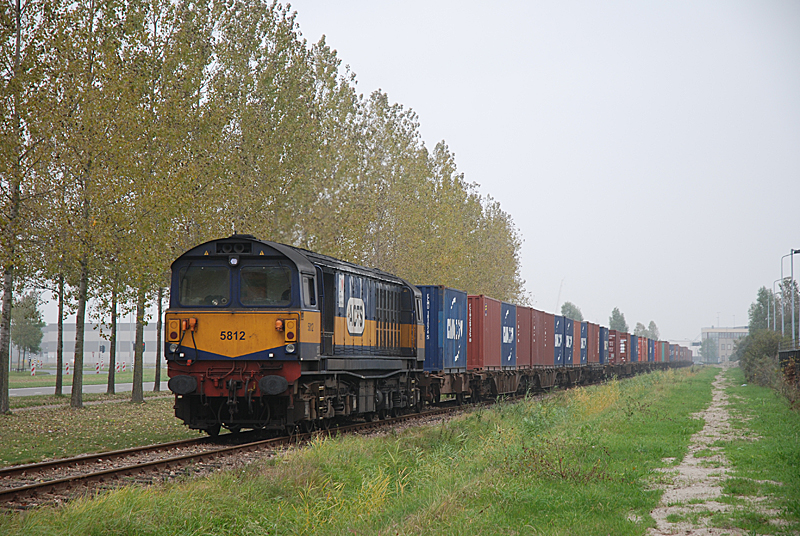
5812 van ACTS (Class 58).
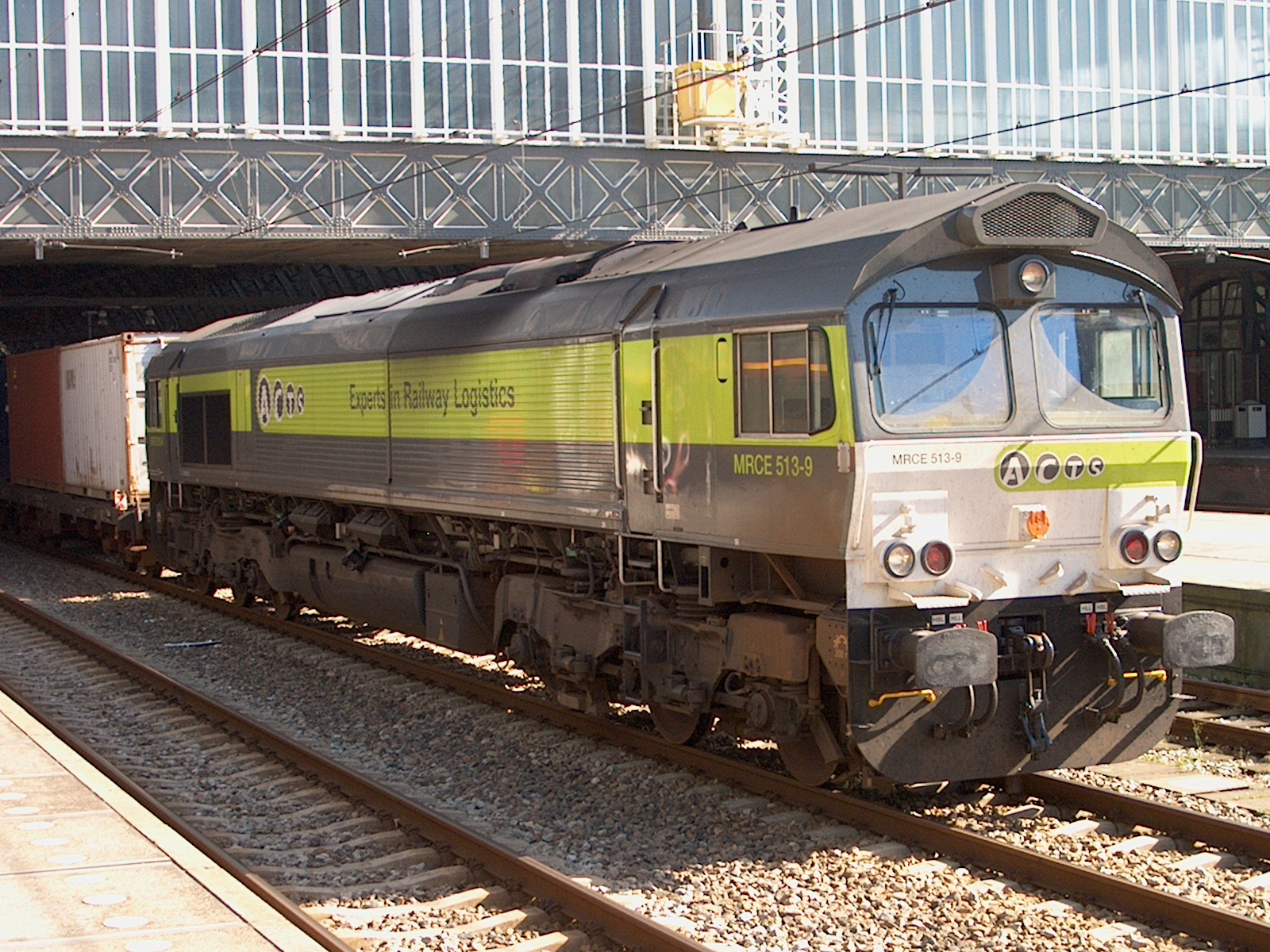
Class 66 513-9 te Amsterdam.